# Renault Trucks
Renault Trucks (српски превод: Рено камиони) (фр. Renault Trucks) је француска компанија која развија, склапа и продаје индустријска и комунална возила. Припада шведској групи АБ Волво од 2001. године. Рено камиони је друга највећа компанија Волво групе, чије је динамично пословање камиона засновано на специфичном развоју пет референтних брендова на светском тржишту. : Рено камиони, Волво камиони, Мек камиони (за тржиште Северне Америке), Ајхер и ДонгФенг.

## Историја

### Порекло
Мариу Берли је дизајнирао свој први мотор 1894. године, основан као произвођач аутомобила 1899. и произвео своје прве камионе 1907. и 1909. године.
Луј Рено производи своје прве камионе и аутобусе 1906.

### Лансирање
Први камион има 1.9 L (10 кс) и оцену бруто тежине возила од једне тоне (ГВВ).
Године 1909. лансиран је четвороцилиндрични модел ПТЦ од три тоне. Долази на врху петотонског ПТЦ камиона са 6.1 L  четвороцилиндричним мотором. Мењач је ланчани, а мењач има четири брзине.
Године 1910. компанија је произвела свој први кабовер камион са четвороцилиндричним ото мотором, носивости од три тоне.
Године 1914. произведено је 6 000 камиона.
Током Првог светског рата производња у Реноу била је фокусирана на војну опрему за француску војску. Током сукоба испоручено је укупно 9 230 возила.
Године 1920. отворена је нова серија камиона до седам тона носивости. Према навикама бренда, хладњак се монтира на предњи грил.
Године 1923. тип ЛХ је први друмски тегљач.
Године 1925. асортиман су чинили камиони од две до седам тона, камиони са предњом кабином од четири до десет тона, кипери од једне до десет тона, камиони од две до пет тона, тегљачи за полуприколице од пет до десет тона., омнибуси од пет до четрдесет седишта и камиони са шест точкова до четири тоне  .
Године 1929. Ренo је представио нови четвороцилиндрични дизел мотор са директним убризгавањем 7.25 L.
Године 1931. био је доступан нови дизел мотор 10.5 L са шест цилиндара и директним убризгавањем.
Почетком 1932. године, појава петостепеног мењача на ВТ моделу.
Исте године лансиран је и чувени париски аутобус ТН6.
За моделе из 1933. мотор са горњим вентилом појавио се на моделу средње тонаже ИФ .
Период Рено-Скемија тренера, производи сарадње са бодибилдером материјала за општине "Скемија".
Године 1937. Рено је напустио тржиште ватрогасних возила у Делахају.
За 1941. лансиран је модел ПТЦ АГК од пет тона.
Године 1945. Рено је национализован и постао је Национални одбор Рено фабрика. Модел Р208 је наследио АБФ и АГК из 1937. године.

### После Другог светског рата
Године 1950, модел замењује Р208 .
Крајем 1955. године, Латил, Рено, Сомуа (Компанија механичких алата и артиљеријске обраде) и Флоират, спојили су се да би створили Савием-ЛРС, а затим Савием (S.A. за индустријска возила и механичку опрему), подружница компаније Реги Рено.
Године 1980. поново се појавило име Рено. Заиста, након преузимања Берлија 1975. године, Берли и Савим су се спојили у октобру 1978. да би створили јединог француског произвођача тешких теретних возила "Ренаулт Вехицлес Индустриал". Рено је преименовао све моделе 24 априла 1980.
Асортиман средњих носача, раније Савим, од шест до 7.5 тона носивости има четвороцилиндрични дизел мотор од 3,59, а камиони серије, раније Берли, опремљени су дизел мотором са шест 9,8  цилиндара.
Лансиран је зглобни аутобус PR180.
1982. године лансиран је тактички камион TRM 2000.
Године 1983. "Рено Индустријска возила" је купио Доџ камионе у Великој Британији и Бареир-Доџ у Шпанији. Наступ великог туринг тренера који је постао Илијада 1996.
Године 1985, Иу Бара је постао — са  први француски шампион Европе у тркама камиона са брендом, у класи Ц.
Године 1986. С модели (бивши опсег ) постали су С Мидлајнер, а Берли ГБХ серија је преименована у Рено ЦБХ .
1988. прве испоруке аутобуса и прве диск кочнице на R420.
1990. године, размена акција између "Рено Индустријска возила" и Волво камиони. У Сједињеним Државама, "Рено Индустријска возила" је преузео контролу над Мек камионима након улагања у капитал 1979. године.
Бренд представља, који је камион за међународни транспорт са Мек осмоцилиндричним В мотором. АЕ се такође дистрибуира у Аустралији под именом Мек, али са куминс Потписним Дизелом мотором од 15 L и 565 коња.
1991. лансирање мешовитог.
Године 1992. опсег, магнум. Рено Индустријска возила постаје Ренаулт V.I.
Мактер Г340 ти са укупном масом од двадесет шест тона је на врху производног асортимана опремљен шестоцилиндричним МИДР 06.20.45 9.8 L дизел мотором и 338 коња са ваздушно хлађеним турбо пуњачем, деветостепеним мењач и кочнице на компримовани ваздух са опционим АБС и АСР. У конфигурацији 6 × 4 или 8 × 4, међуточковне и међуосовинске блокаде диференцијала су стандардне.
1993. године, на врху М асортимана, М230 има шестоцилиндрични МИДР 06.02.26 дизел мотор са 6.18 L 226 коња ваздушно хлађеним турбо пуњачем, међуосовинским растојањем од 10.18 метра и ваздушним ослањањем. Постоји носач са укупном масом од 15.7 тона и трактор са укупном масом од тридесет пет тона.
У новембру куповина удела у чешком тренеру Кароши.
1995. године, аутобус Агора је наследио Р312.
Почевши од Г300 ти, бренд нуди модификовано ватрогасно возило у конфигурацији 6к4 са точковима који могу да иду на шине и железничке шине. У служби је за реаговање у ванредним ситуацијама у „Северн железничком тунелу“ код Бристола  .
1996. године, Премиум Дистрибушн у децембру заменили су мајора и менаџера .
1997. године сарадња са Сисуом за производњу и дистрибуцију тешких трактора.
У јулу, (програм локација) замењује Мактер .
Године 1998, Патрик Феур, син Маурицеа Фауреа, постао је извршни директор Рено камиона; биће до 2001.
Године 1999. Маскот је заменио опсег. У октобру лансирање мешовитог тренера
У сарадњи са Фијат-Ивеко, стварање Ирисбус-а, који обједињује активности аутобуса Рено V.I. и европског огранка аутобуса Ивека.
Почетком 2000. године, градски дистрибутивни камион (7,5 до 18 тона укупне масе) заменио је Мидлинер. Кабина је такође монтирана на ДАФ ЛФ.
Почетком 2001. Рено је продао 100 примерака % Рено V.I. групи Волво, камионе, грађевинске машине, бродске и индустријске моторе и преузима 21,6 удела у замену % шведског произвођача, чији Французи постају главни и блокирајући акционар. Рено V.I. такође продаје сав свој удео у Ирисбусу Фијату. Од октобра, Рено аутобуси носе бренд Ирисбус.
6 фебруара 2002 , Рено V.I. је преузео међународно комерцијално име Рено камиони.
ЛансиранПремиум Ландер теренски камион 2003. године, камион са хаубом шерпа и камион са ниском кабином пункер 2004. године. Представљен је прототип радианц, а затим је 2007. лансиран компактни камион максити.

Средином 2009. године, Премиум Путно Оптигориво трактор је испоручен са Еуро 5 мотором, Оптидривер + роботизованим мењачем, рационалном обуком вожње и Инфомак софтвером за прикупљање и анализу потрошње горива.
- Рено магнум
- Рено магнум
- Рено магнум

Године 2001, Рено V.I. је продат и интегрисан у Волво АБ. 2002. године, РВИ, који је постао обична подружница Волво камиона, преименован је у Рено камиони. Ова интеграција се огледа у магнуму 2005. усвајањем Волво Д12 мотора, преименованог у ДКСИ12 и доступног у 440 или 480 КС са роботизованим мењачем са И-шифтом, названим Оптидрајвер4.
Механичка конфигурација је следећа:
- 440 КС при 1.800 о/мин са константним обртним моментом од 2.040 Нм од 1.050 до 1.450 о/мин.
- 480 КС и 2.240 Нм
- Оптидрајвер II опција аутоматизованог мењача - 12 брзина напред.

Измене су у погонској линији новог мотора DXi 13 (проистекао из Волво Д13) заједничког за Волво ФХ, који испуњава Еуро 4 стандард и постављен на 460 и 500 КС5.
- 500 КС између 1.400 и 1.900 обртаја у минути са обртним моментом од 2.450 Нм константно од 1.100 до 1.400 обртаја у минути.
- Ручни мењач: ЗФ Екосплит са 16 брзина за напред и 3 брзине уназад.
- Ретардер: Optibrake - Снага држања: 300 kW при 2.300 о/мин - или Hydrodynamique Voith 3250 (опционо).

### Данас
У јесен 2010. године, аутомобилска група Рено објавила је продају 14.9 % свог капитала у Волво АБ, задржавајући 6.8 % капитала и 17.5 % гласачких права Волво АБ.
У пролеће 2011, ниска кабина премиум дистрибушн је тестиран у реалним условима рада.
Крајем 2012. Рено је објавио да продаје преостали удео у Волво АБ.
У 2013. години, Рено камиони обнавља читаву своју линију производа и открива Д асортиман (дистрибуција). Ови нови модели имају јединствен дизајн и опремљени су Еуро 6 мотором.
У 2018. Рено камиони лансира возило 100 % електрични, Ренаулт Мастер ЗЕ, и најављује лансирање Рено камиони Д З.Е. и Рено камиони Д Вајд ЗЕ крајем 2019. године, односно комплетан асортиман од 3.1 до 26 тона . Први електрични Ренаулт камиони излазе из производње у марс 2020, након њиховог дизајна у фабрици Рено камиони у Бленвилу. Опремљени су са четири батерије које се налазе са стране камиона.
Да би проширио асортиман на мале количине посвећене циклологији прилагођене новим урбаним изазовима, Рено камиони производи електричне скутере од 2022. године у Венисијеу, у партнерству са локалном компанијом Клеустер.

## Организација групе Рено камиони

### Алокација капитала
Већ 1990. године произвођачи Волво и Рено су покушали да се споје, али три године касније Волво се повукао из уговора, одбијајући потпуно спајање аутомобила и камиона са француском групом.
Године 1999. Волво је продао своју губиташну аутомобилску дивизију америчком Форду. И Рено камиони произвођач је од 2001. до 2010. био донекле под власништву Форда, јер је Волво, где Рено камиони подружница, био под Фордовим власништвом од 1999. до 2010. године
У априлу 2000, Луј Швајцер, извршни директор Реноа, најавио је продају Рено Индустријска возила - РВИ дивизије свом шведском конкуренту Волвоу и постао мањински акционар са 21,7 % капитала  .
Да би се избегла забуна између групе Рено аутомобила и произвођача тешких возила, Европска комисија је наметнула промену имена и, помало лукаво, 2002. године РВИ је преименован у Рено камиони... име је промењено, али име Рено.
Од 2010. Рено ће постепено продавати свој удео у Волво камионима до продаје последњег 6.5 % одржан у шведској групи 2012.
Од потпуне интеграције у групу Волво камиони 2012. године, Рено камиони је постао обична подружница, чији је капитал у потпуности у власништву шведске групе.

### Локације
Француска индустријска места :
- Венисје : монтажа мотора од пет, осам и једанаест литара, штанцање и продавница резервних делова ;
- Сен Пријест : генерални менаџмент, комерцијалне службе, АПВ, 24/7, пројектовање и развој, центар за обуку, монтажа мостова и осовина ;
- Бург ан Брес : монтажа Ренаулт Труцкс Т, К, Ц камиона, ЦКД делатност ових возила, ремонт ;
- Блаинвил : производња кабина за све асортимане ; монтажа камиона Рено камиони Д и Д Вајд средње тонаже ; монтажа електричних и гасних камиона.
- Лимож : војна возила

## Активности и резултати

### Визуелни идентитет
- 1923. лого
- Лого од 1925. до 1960. године
- Лого од 1973. до 1992. године
- Лого од 2022. године

Лого 1959/1960 који се појавио на Естафет био је такође видљив на неким камионима СМ Ранге.
Вазарелијев дијамант појавио се у зиму 1972/1973 након тужбе са компанијом Кент која је оптужила Рено за плагијат  .
Садашњи дијамант постоји од 1992. године, али испод њега нема натписа Рено камиони.

## Возила

### Тренутни опсег
- Доставна возила :
  - Рено мастер
- Дистрибутивна возила :
  - Д-опсег
- Возила на велике удаљености :
  - Т-опсег
- Грађевинска возила :
  - Ц-опсег
  - К-опсег
- Услуге везане за возила и транспортну функцију

### Концепт камиони
- 1985 : Рено ВЕ 10
- 1995 : Рено ВЕ 20